# Metapherna castella
Metapherna castella är en fjärilsart som beskrevs av Walker 1863. Metapherna castella ingår i släktet Metapherna och familjen äkta malar. Inga underarter finns listade i Catalogue of Life.